# Dalton Terror
Dalton Terror  est une attraction à sensations du parc Walibi Belgium à Wavre, en Belgique.

## Description
Construite par Intamin et ouverte le 17 avril 1998, cette attraction est du type tour de chute. Le thème est basé sur Lucky Luke et les Dalton. La réalisation de la file d'attente est confiée à la société belge Giant.
Dalton Terror est une Giant Drop Intamin, semblable à Hurakan Condor à PortAventura Park ou Golden Driller à Fraispertuis-City. Elle mesure 77 mètres de haut (82 salle des machines comprise).
En 2015, la tour ainsi que les nacelles sont repeintes. La tour en brun avec des anneaux argentés et les nacelles en orange.

## Histoire

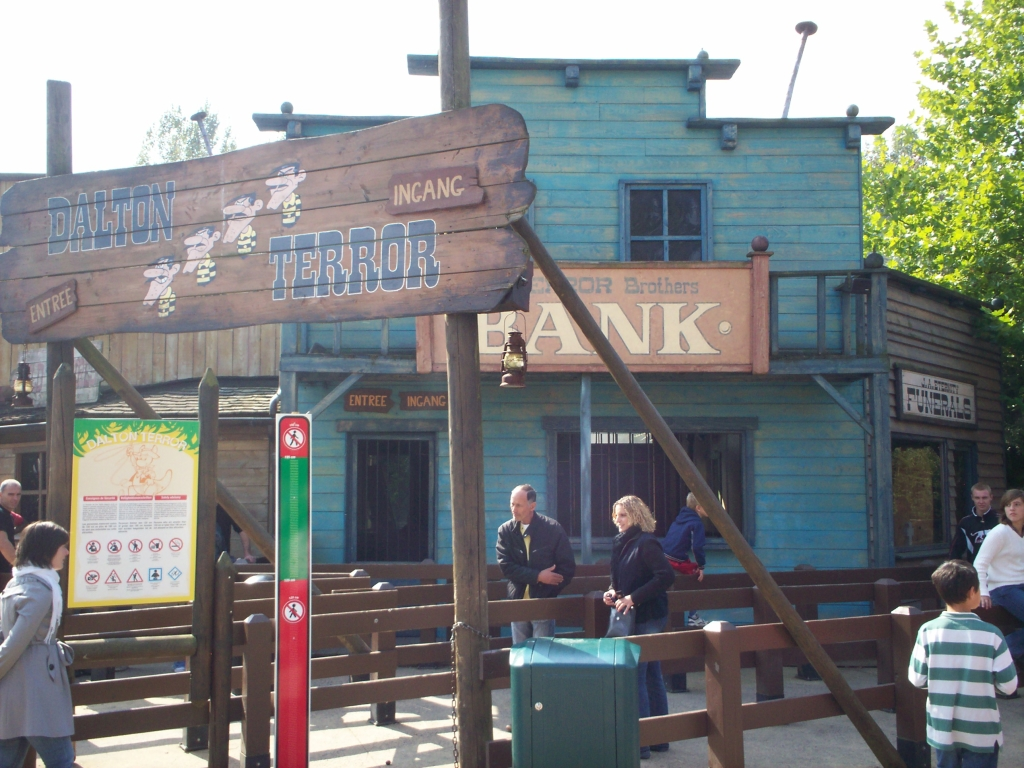
Entrée de la file d'attente de l'attraction.

Durant l'intersaison 1997-1998, le public assiste cette année-là au dernier plan d'investissement de l'équipe d'Eddy Meeùs : 200 millions de francs belges — environ 4,9 millions d'euros — pour la transformation complète de la zone Pancho Villa qui devient Lucky Luke City, un nouvel espace consacré à l'univers de Lucky Luke. Ce nouveau village de 15 000 m2 représente en détail plusieurs éléments clés de la série Lucky Luke. Morris et ses collaborateurs participent d'ailleurs activement à la création de ce projet dans lequel le promeneur retrouve un saloon (un nouveau fast food baptisé Dalton Burger), le bureau du Shérif, la prison ou encore la banque qui constituent la file d'attente d'une nouvelle attraction,. Les entreprises Space Leisure, P&P Projects et Giant concrétisent ce projet en réalisant divers éléments du décorum pour plonger le public dans cet univers,,. Il s'agit de la dernière phase entamée en 1992 pour transformer le thème mexicain du quartier Pancho Villa en un village cow-boy.
C'est une Free Fall Tower du constructeur suisse Intamin qui a coûté à elle seule 125 millions de francs belges — environ trois millions d'euros — : Dalton Terror. D'une hauteur de 77 mètres, elle est le jour de son inauguration la première de son genre en Belgique et la plus haute du monde.
En 1998, le groupe Walibi inaugure quatre tours de chute dans quatre des cinq Walibi. À Walibi Belgium, il s'agit de Dalton Terror. Les trois autres proviennent de S&S Worldwide et partagent les mêmes caractéristiques. Avec un thème amérindien, le Totem infernal ouvre à Walibi Rhône-Alpes. Celle-ci est renommée SkunX Tower en 2011 puis Totem en 2019. Space Shot est inaugurée à Walibi Holland. Enfin, la Vengeance de Gargamel ouvre à Walibi Schtroumpf. Celle-ci est renommée Space Shot en 2003 puis Dark Tower en 2007 et Space Shoot en 2014. En 2007, le site devient Walygator Parc. Toujours en fonction, cette dernière attraction est néanmoins fermée de 2010 à 2012.
Il est à noter que Bellewaerde, qui appartient au même groupe, reçoit sa tour de chute en 1999 : Screaming Eagle. De plus, Walibi Sud-Ouest inaugure en 2019 une tour de chute nommée Dark Tower des mêmes modèle et constructeur que Screaming Eagle.

## Fonctionnement de l'attraction
Les passagers s'assoient sur un des sièges (4 par rangée), le harnais de sécurité est baissé, les opérateurs de l'attraction les vérifient, puis commence la montée. La montée se fait lentement, ce qui fait monter l'adrénaline et le stress. Puis, arrivé à 77 m de hauteur, les passagers restent suspendus pendant quelques secondes, puis sont lâchés pour une chute libre de 3 secondes. D'une vitesse de 0 km/h, chacune des nacelles atteint une vitesse de près de 106 km/h avant d'être stoppée par des freins magnétiques, permettant un retour en gare progressif. Dalton Terror est l'attraction qui domine Walibi.